# Neptun (Schiff, 1976)
Die Neptun war ein 1976 gebautes rumänisches Schulschiff, das von der Navrom bereedert und zunächst von der Marineakademie Mircea cel Batran, ab 1990 der Maritimen Universität Constanța zur Ausbildung des Offiziersnachwuchses genutzt wurde. 2003 wurde es abgewrackt.

## Bau und technische Daten
Auf Anforderung der sowjetischen Handelsmarine entwickelte die polnische Werft Stettiner Werft Ende der 1960er Jahre mit dem Typ Stocznia Szczecinska B-80 ein frachttragendes Schulschiff zur Offiziersausbildung. Für den Export in die Sowjetunion baute sie neun Einheiten. Da sich der Typ als erfolgreich erwies, folgten weitere zwei Schiffe für Polen sowie je ein Schiff für Bulgarien und Rumänien. Für die Navrom war die dreizehnte und letzte Einheit der Serie vorgesehen. Sie wurde am 12. Januar 1976 auf der Werft in Stettin unter der Baunummer B80-7/13 auf Kiel gelegt. Beim Stapellauf am 29. April 1976 erhielt sie den Namen Neptun.
Das Schiff war 122,1 Meter lang, 17,0 Meter breit und hatte einen Tiefgang von 7,4 Metern. Dabei war es mit 5975 BRT bzw. 2340 NRT vermessen und hatte eine Tragfähigkeit von 5655 Tonnen. Ein Fünfzylinder-Cegielski-Sulzer-Dieselmotor erzeugte 5500 bhp bzw. 5576 PS und ermöglichte über eine Schraube eine Geschwindigkeit von 16,0 Knoten. Die Reichweite betrug 8000 Seemeilen. Die Gesamtkapazität der Laderäume betrug bei Stückgut 5194 Kubikmeter bzw. bei loser Schüttung 5553 Kubikmeter, dazu kam ein Kühlraum mit 312 Kubikmetern, der auf −18 Grad Celsius heruntergekühlt werden konnte. An Bord befanden sich mehrere Kräne: Neben zwei leichten Ladebäumen mit einer Tragfähigkeit von 5 Tonnen und einem weiteren mit einer Tragfähigkeit von 10 Tonnen verfügte das Schiff über einen Schwerlastbaum von 30 Tonnen und zusätzlichen einen Ladekran für 5 Tonnen. Die Besatzung bestand aus 48 Mann, dazu kamen 15 Lehrer und 180 Kadetten – statt der 159 Kadetten bei den zuvor gebauten Einheiten.

## Geschichte
Mit der Auslieferung an die Navrom und der Indienststellung des Neubaus im November 1976 wurde Constanța der Heimathafen des Schiffes. Als zentrale Staatsreederei übernahm die Navrom die praktische Ausbildung des Offiziersnachwuchses für die Handelsmarine, deren theoretische Ausbildung in der zivilen Abteilung der Marineakademie Mircea cel Batran stattfand. Für die Ausbildung an Bord verfügte die Neptun über zwei separate Schulungsräume für die Navigation, einen für die Maschine, zwei Klassenzimmer und eine bordeigene Schulbibliothek. Während der Schulungsfahrten wurde die Neptun gleichzeitig als normales Frachtschiff eingesetzt, um die praktischen Lade-Abläufe zu vermitteln, aber auch, um Einnahmen zu erwirtschaften. Über die rund 25 Jahre im Einsatz als Schulschiff wurden auf ihr mehrere tausend rumänische Offiziersanwärter ausgebildet.
Von der Indienststellung bis etwa 1990 befuhr sie vor allem die Verbindung zwischen Rumänien und westeuropäischen Häfen, so etwa bis nach Belgien, die Niederlande oder Großbritannien sowie zwischen Rumänien und den Häfen Tanger und Casablanca in Marokko.
Nach der rumänischen Revolution von 1989 wurde die Marineakademie in eine rein militärische Hochschule umgewandelt und für die Handelsmarine die Maritime Universität Constanța gegründet. Die Neptun wurde vom Verkehrsministerium an das Bildungsministerium übergeben. Da die Reederei Navrom sich der internationalen Konkurrenz stellen musste, übernahm die Maritime Universität auch die Bereederung des Schiffes. Im Laufe der 1990er Jahre wurde immer weniger in den Erhalt des Schiffes investiert, so dass es 1999 nur noch zwischen Constanța und der türkischen Grenze verkehrte und ab 2000 nur noch stationär genutzt wurde. Anfang Juli 2003 wurde das Schiff schließlich zum Verschrotten verkauft und ab 19. Juli in Aliağa abgewrackt.